# Warwick Davis
Warwick Ashley Davis (Epsom, 3 de fevereiro de 1970) é um ator britânico.
Warwick Davis começou a atuar em filmes como Os Bandidos do Tempo (1981), mas ficou mesmo conhecido quando foi protagonista no filme de fantasia "Willow" (1988) e no filme de terror "Leprechaun" (1993). Recentemente Warwick Davis apareceu no filme "As Crônicas de Nárnia: Príncipe Caspian" no papel de Nikabrik, também fez algumas aparições nos filmes baseados nos livros de Harry Potter. Atuando como um dos professores da Escola de Magia e Bruxaria de Hogwarts, Professor Filius Flitwick e Grampo (Gringotes).

## Filmografia
| Ano       | Título                                        | Papel                               | Notas                                    |
| --------- | --------------------------------------------- | ----------------------------------- | ---------------------------------------- |
| 1982      |                                               |                                     | Não lançado                              |
| 1983      | Star Wars Episode VI: Return of the Jedi      | Wicket W. Warrick                   |                                          |
| 1984      | Caravan of Courage: An Ewok Adventure         | Wicket W. Warrick                   |                                          |
| 1985      | Ewoks: The Battle for Endor                   | Wicket W. Warrick                   |                                          |
| 1986      | Labyrinth                                     | Goblin Corps                        |                                          |
| 1986      | The Princess and the Dwarf                    |                                     |                                          |
| 1987      | Conor Finan's Adventures in Naas              |                                     |                                          |
| 1988      | Willow                                        | Willow Ufgood                       |                                          |
| 1988      | Prince Caspian                                | Ripchip                             |                                          |
| 1990      | The Silver Chair                              | Glimfeather                         |                                          |
| 1991      | Zorro                                         | Don Alfonso                         | Episódio: "The Jewelled Sword"           |
| 1993      | Leprechaun                                    | Leprechaun                          |                                          |
| 1994      | Leprechaun 2                                  | Leprechaun                          |                                          |
| 1995      | Leprechaun 3                                  | Leprechaun                          |                                          |
| 1996      | As Viagens de Gulliver                        | Grildrig                            |                                          |
| 1996      | Leprechaun 4: In Space                        | Leprechaun                          |                                          |
| 1997      | Prince Valiant                                | Pechet                              |                                          |
| 1998      | A Very Unlucky Leprechaun                     | Lucky                               |                                          |
| 1999      | Star Wars Episode I: The Phantom Menace       | Wald Young Greedo Extra             |                                          |
| 1999      | The New Adventures of Pinocchio               | Dwarf                               |                                          |
| 1999      | The White Pony                                | Edgar Rod                           |                                          |
| 2000      | The 10th Kingdom                              | Acorn the Dwarf                     |                                          |
| 2000      | Leprechaun: In the Hood                       | Leprechaun                          |                                          |
| 2001      | Branca de Neve                                | Sábado                              |                                          |
| 2001      | Harry Potter e a Pedra Filosofal              | Filius Flitwick                     |                                          |
| 2002      | Harry Potter e a Câmara Secreta               | Filius Flitwick                     |                                          |
| 2003      | Leprechaun: Back 2 tha Hood                   | Leprechaun                          |                                          |
| 2004      | Ray                                           | Oberon                              |                                          |
| 2004      | Harry Potter e o Prisioneiro de Azkaban       | Filius Flitwick                     |                                          |
| 2004      | Skinned Deep                                  | Plates                              |                                          |
| 2005      | The Hitchhiker's Guide to the Galaxy          | Marvin, o andróide paranóide        | Dublado por Alan Rickman                 |
| 2005      | Harry Potter e o Cálice de Fogo               | Filius Flitwick                     |                                          |
| 2005      | Small Town Folk                               | Knackerman                          |                                          |
| 2005      | Extras                                        | Himself                             |                                          |
| 2007      | Harry Potter e a Ordem da Fênix               | Filius Flitwick                     |                                          |
| 2008      | Agente metade                                 | Agente metade                       |                                          |
| 2008      | The Chronicles of Narnia: Prince Caspian      | Nikabrik                            |                                          |
| 2009      | Harry Potter e o Enigma do Príncipe (filme)   | Filius Flitwick                     |                                          |
| 2009      | Tell Him Next Year                            | Duende do Papai Noel                | Curta-metragem                           |
| 2010      | Merlin                                        | Grettir                             | Episódio: "The Eye of the Phoenix"       |
| 2010      | Harry Potter and the Deathly Hallows – Part 1 | Grampo                              |                                          |
| 2011      | Harry Potter and the Deathly Hallows – Part 2 | Grampo Professor Flitwick           |                                          |
| 2011      | Life's Too Short                              | Himself                             | Criador                                  |
| 2012      | An Idiot Abroad                               | Himself                             | Série 3                                  |
| 2012      | Chingari                                      | chefe de gangster                   | como destaque em um idiota no exterior 3 |
| 2013      | Doctor Who                                    | Porridge                            | Episódio: "Nightmare in Silver"          |
| 2013      | Jack, o Caçador de Gigantes                   | Old Hamm                            |                                          |
| 2013      | Ashens and the Quest for the GameChild        | Ele mesmo The Silver Skull Unmasked | Filme indenpendente                      |
| 2013      | Dwarves Assemble                              | Oberon the Ufgood                   | Todos os episódios                       |
| 2013      | The Seven Dwarfs of Auschwitz                 |                                     |                                          |
| 2013      | Top Gear (2002)                               | Ele mesmo                           | Episodio:Series 20, Episode 1            |
| 2014–2015 | Weekend Escapes with Warwick Davis            | Presenter                           | 2 series                                 |
|           | Celebrity Squares                             | Presenter                           |                                          |
| 2018      | Solo: A Star Wars Story                       | Weazel                              |                                          |

## Estatura
Ao contrário da maioria dos anões (70%) que têm uma condição chamada acondroplasia, o nanismo de Warwick é causado por uma doença genética extremamente rara chamada Displasia espondiloepifisária congênita. Warwick disse que as únicas desvantagens que advieram de sua condição foram os problemas de saúde associados. Segundo Warwick: "conforme você envelhece, você pode sofrer dores no quadril e nossas articulações desgastam muito mais rápido do que as pessoas de estatura média."
A família de Warwick inclui ainda uma mulher e dois filhos, que vivem em Yaxley perto de Peterborough. Sua esposa, Samantha (n. 1971) tem acondroplasia, assim como seus filhos, Annabel (n. 1997) e Harrison (n. 2003). Samantha é a filha de Peter Burroughs, companheiro de trabalho de Warwick, e é irmã da atriz Hayley Burroughs.
Seus filhos fizeram participação em Harry Potter e as Relíquias da Morte parte 2, como duendes do banco Gringotes.